# Pockau
Pockau is een plaats in de Duitse stad Pockau-Lengefeld in Saksen. Op 1 januari 2014 fuseerde de tot dan toe zelfstandige gemeente met de stad Lengefeld tot Pockau-Lengefeld en werd de gemeente opgeheven.